# Pojkowskij (turniej szachowy)
Pojkowskij – turniej szachowy im. Anatolija Karpowa rozgrywany od 2000 roku w miejscowości Pojkowskij, w azjatyckiej części Rosji. W turnieju, organizowanym corocznie, startuje 10 zawodników światowej czołówki, którzy rozgrywają 9 rund systemem kołowym.

## Zwycięzcy dotychczasowych turniejów
| Lp | Rok  | Zwycięzcy                                                              | Wynik |
| -- | ---- | ---------------------------------------------------------------------- | ----- |
| 1  | 2000 | Wiktor Bołogan                                                         | 7     |
| 2  | 2001 | Wiktor Bołogan                                                         | 6     |
| 3  | 2002 | Aleksander Oniszczuk                                                   | 6     |
| 4  | 2003 | Joël Lautier, Piotr Swidler                                            | 6     |
| 5  | 2004 | Aleksandr Griszczuk, Siergiej Rublewski                                | 6     |
| 6  | 2005 | Étienne Bacrot, Wiktor Bołogan                                         | 6     |
| 7  | 2006 | Aleksiej Szyrow                                                        | 6     |
| 8  | 2007 | Dmitrij Jakowienko                                                     | 6     |
| 9  | 2008 | Dmitrij Jakowienko, Siergiej Rublewski Wugar Gaszimow, Aleksiej Szyrow | 5½    |
| 10 | 2009 | Aleksandr Motylow                                                      | 7     |
| 11 | 2010 | Siergiej Kariakin, Wiktor Bołogan                                      | 7     |
| 12 | 2011 | Étienne Bacrot, Siergiej Kariakin                                      | 5½    |
| 13 | 2012 | Dmitrij Jakowienko                                                     | 6     |
| 14 | 2013 | Pawło Eljanow                                                          | 6     |
| 15 | 2014 | Aleksandr Moroziewicz                                                  | 6     |
| 16 | 2015 | Anton Korobow, Wiktor Bołogan                                          | 6     |
| 17 | 2016 | Anton Korobow                                                          | 6     |
| 18 | 2017 | Emil Sutowski, Jewgienij Najer                                         | 7     |
| 18 | 2018 | Dmitrij Jakowienko                                                     | 6     |
| 19 | 2019 | Władisław Artiemjew                                                    | 5½    |